# Club Balonmano Alzira Avidesa
Dernière mise à jour : 10 mai 2016.
Le CBM Avidesa Alzira est un club de handball situé à Alzira en Espagne. 
Le club est fondé en 1989 lorsque le club du Caixa Valencia, basé à Valence, est relocalisé 40 km plus au sud à Alzira et prend le nom d'Avidesa Alzira. Après avoir remporté la Coupe du Roi en 1992 puis la Coupe de l'EHF (C3) en 1994, le club est dissous en juillet 1995 à cause de dettes importantes.

## Palmarès
- Compétitions internationales
  - Vainqueur de la Coupe de l'EHF (C3) (1) : 1994
  - Quart de finaliste de la Coupe des vainqueurs de coupe (C2) : 1993
- Compétitions nationales
  - Vainqueur de la Coupe du Roi (1) : 1992

## Personnalités liées au club
Parmi les joueurs ayant évolué au club, on trouve :
- Juan Francisco Alemany (es) : de 1986 à 1994
- Dumitru Berbece : de 1992 à 1993
- Marian Dumitru : de 1992 à 1994
- Salvador Esquer (de) : de 1989 à 1995
- Jaume Fort : de 1990 à 1994
- Aleix Franch (es) : de 1992 à 1994
- Júlíus Jónasson : de 1993 à 1994
- Dragan Škrbić : de 1994 à 1995
- Vasile Stîngă : de 1989 à 1992
- Geir Sveinsson : de 1991 à 1995
- Maricel Voinea : de 1989 à 1992
- Andrei Xepkin : de 1992 à 1993

Parmi les entraîneurs du club, on trouve :
- César Argilés Blasco (de) : de 1989 à décembre 1993